# Косован Олександр Романович

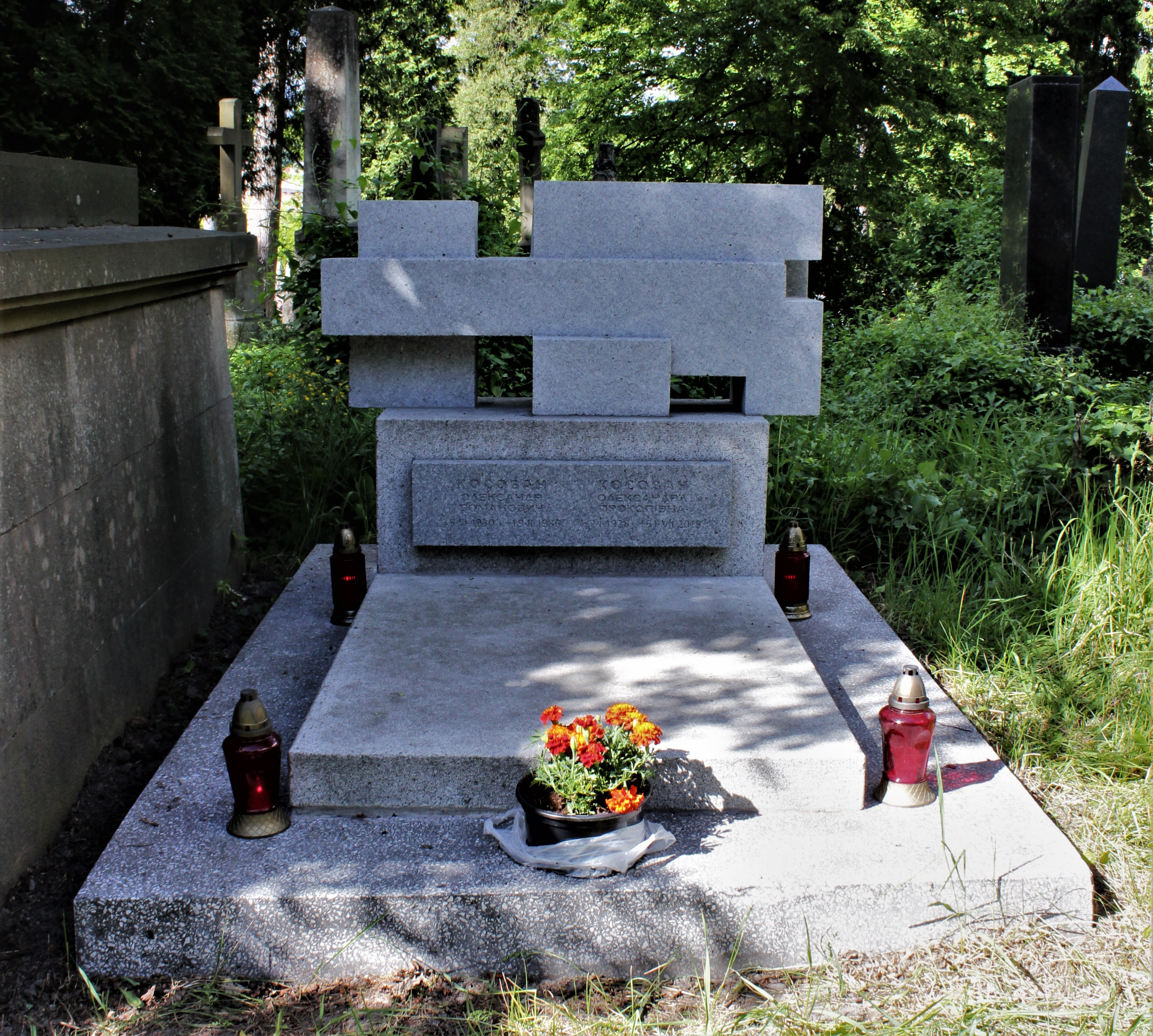
Нагробок на могилі О.Косована.

Олександр Романович Косован (1930, село Карачіївці, тепер Хмельницького району Хмельницької області — 19 лютого 1986, місто Львів) — український радянський журналіст, відповідальний редактор газети «Вільна Україна» (Львів) у 1975—1986 роках. Депутат Львівської обласної ради кількох скликань.

## Життєпис
Народився в родині селянина-бідняка. Трудову діяльність розпочав у 1948 році відповідальним секретарем редакції віньковецької районної газети «Радянський патріот» Кам'янець-Подільської області.
Член ВКП(б) з 1951 року.
У 1951—1954 роках — на відповідальній комсомольській роботі. Закінчив Центральну комсомольську школу при ЦК ВЛКСМ.
Після закінчення Центральної комсомольської школи працював власним кореспондентом у республіканській комсомольській газеті «Молодь України», дрогобицькій обласній газеті «Радянське слово», бориславській міській газеті «Нафтовик Борислава». Член Спілки журналістів Української РСР з 1958 року.
Працював інструктором Дрогобицького міського комітету КПУ, а до 1959 року — інструктором Дрогобицького обласного комітету КПУ.
Без відриву від виробництва в 1963 році закінчив історико-філософський факультет Київського державного університету імені Шевченка.
У 1967 році закінчив Вищу партійну школу при ЦК КПУ в Києві.
У 1967—1969 роках — завідувач відділу організаційно-партійної роботи Бориславського міського комітету КПУ Львівської області.
У 1969—1975 роках — завідувач сектора преси відділу пропаганди і агітації Львівського обласного комітету КПУ.
У грудні 1975 — 19 лютого 1986 року — відповідальний редактор львівської обласної газети «Вільна Україна». Обирався заступником голови правління Львівської обласної організації Спілки журналістів УРСР. 
Раптово помер 19 лютого 1986 року у Львові. Похований на полі № 69 Личаківського цвинтарю Львова.

## Нагороди
- орден «Знак Пошани»
- медаль «За доблесну працю. В ознаменування 100-річчя з дня народження Володимира Ілліча Леніна»